# Jason Kerrison
Jason Mark Kerrison MNZM (* in Invercargill) ist ein neuseeländischer Sänger, der als Kopf der Band OpShop bekannt wurde.

## Biografie
Kerrison wurde in Invercargill im Süden Neuseelands geboren und wuchs in Christchurch auf. An der Catholic Boy’s School St Bede’s lernte er Tim Skedden und Matt Treacy kennen, mit denen er später die Band Vivid gründete. Danach versuchte er sein Glück solo als Barmusiker in Auckland, bevor er sich wieder mit den beiden ehemaligen Schul- und zwei weiteren Weggefährten zusammenschloss. So entstand um 2002 die Band OpShop. Kerrison war der Leadsänger und Songwriter der Rockband.
Nach dem Erscheinen des dritten OpShop-Albums betätigte sich Kerrison Ende 2010 als Gastsänger auf der Single Walking Away von Rapper K.One, der damit seinen ersten eigenen Charthit hatte. Das Lied erreichte Platz 38 in Neuseeland. Kurz darauf unterstützte er den Radiomoderator Mike Puru bei einem Wettbewerb, wer von den drei Morgenmoderatoren von Radio The Edge die erfolgreichste Weihnachtssingle veröffentlichen würde. Mit Puru nahm er die von ihm geschriebene Weihnachtssingle Nothing More for Xmas auf. Die Single schaffte es in den Charts auf Platz 13, die anderen beiden Moderatoren waren jedoch besser. Die Einnahmen wurden einem wohltätigen Zweck gespendet.
Skeptische Reaktionen rief Jason Kerrison Ende 2009 hervor, als er in einem Interview mit der Zeitschrift Woman’s Day berichtete, dass er wegen bevorstehender Umwälzungen am 21. Dezember 2012, von denen er gelesen hatte, an einer Arche baue und Vorräte anlege. Dies führte zu zahlreichen spöttischen Kommentaren in der Öffentlichkeit.
2011 wurde Kerrison für seine musikalischen Verdienste in den New Zealand Order of Merit aufgenommen. Im selben Jahr gründete er das Dance-Projekt The Babysitters Circus, mit dem er einen weiteren Top-10-Hit in Neuseeland hatte.
Es folgten weitere Projekte wie die Marley Allstars und Fungi sowie Soloauftritte und -veröffentlichungen. 2012 war er Juror bei New Zealand’s Got Talent und drei Jahre später bei der nationalen X-Factor-Castingshow. 2021 gewann er die erste Ausgabe von The Masked Singer NZ.

## Diskografie
Lieder
- Walking Away (K. One featuring Jason Kerrison, 2010)
- Nothing More for Xmas  (Mike Puru featuring Jason Kerrison, 2010)